# Daniel Cyranka
Daniel Cyranka (* 1969 in Crivitz) ist ein deutscher evangelischer Theologe.

## Leben
Cyranka studierte ab 1988 Evangelische Theologie, Philosophie und Zeitgeschichte in Naumburg an der Saale, Tübingen, Berlin und Halle an der Saale und erlangte 1997 das Diplom in Evangelischer Theologie. Von 2000 bis 2006 war er Wissenschaftlicher Mitarbeiter an der Theologischen Fakultät der Martin-Luther-Universität Halle-Wittenberg. Nach der Promotion zum Dr. theol. in Halle im Jahr 2004 war er von 2006 bis 2011 Studieninspektor am Evangelischen Studienhaus Halle, daneben Lehrbeauftragter für das Fach Religionswissenschaft. Nach der Habilitation 2010 für Ökumenik, Konfessionskunde, Religionswissenschaft an der Theologischen Fakultät Halle war er von 2011 bis 2012 Fachreferent im Landeskirchenamt der Evangelischen Kirche in Mitteldeutschland in Erfurt. 2011 wurde er zum Honorary Research Fellow an der Hope University Liverpool, Department of Theology, Philosophy and Religious Studies, ernannt. Von 2011 bis 2012 vertrat er die Professur für Missionswissenschaft und Religionswissenschaft an der Evangelisch-theologischen Fakultät der Universität Mainz. 2012 wurde er Universitätsprofessor für Religionswissenschaft und Interkulturelle Theologie an der Theologischen Fakultät der Martin-Luther-Universität Halle-Wittenberg. 2013 empfing er die Ordination im Dom zu Magdeburg. Von 2018 bis 2020 war er Dekan der Theologischen Fakultät.

## Schriften (Auswahl)
- als Herausgeber mit Helmut Obst: „... mitten in der Stadt“. Halle zwischen Säkularisierung und religiöser Vielfalt. Halle 2001, ISBN 3-931479-23-4.
- Lessing im Reinkarnationsdiskurs. Eine Untersuchung zu Kontext und Wirkung von G. E. Lessings Texten zur Seelenwanderung. Göttingen 2005, ISBN 3-89971-198-X.
- Mahomet. Repräsentationen des Propheten in deutschsprachigen Texten des 18. Jahrhunderts. Göttingen 2018, ISBN 3-525-54070-1.
- als Herausgeber mit Henning Wrogemann: Religion – Macht – Raum. Religiöse Machtansprüche und ihre medialen Repräsentationen. Leipzig 2018, ISBN 3-374-05754-3.